# Carlos Alexandre (juiz)
Carlos Manuel Lopes Alexandre (Mação, 24 de março de 1961) é um juiz português.

## Biografia
Carlos Alexandre é Magistrado-Juiz Central de Instrução, responsável pelo Tribunal Central de Instrução Criminal no DCIAP em Lisboa.
Filho de José Alexandre (um carteiro) e de sua mulher Narcisa Lopes (uma operária fabril, reformada da indústria de lanifícios), estudou na Telescola e nas férias chegou a ajudar o pai como carteiro e nas obras. Completou a licenciatura na Faculdade de Direito da Universidade de Lisboa, passou pela Polícia Judiciária Militar, ingressou na magistratura judicial e esteve em Sintra antes de chegar ao Tribunal Central de Instrução Criminal.
O seu nome está associado a casos de grande impacto público, como o Caso Monte Branco, mas também Operação Furacão, Caso Portucale, Processo Face Oculta, Caso BPN, Processo Remédio Santo, Operação Labirinto, Caso Vistos Gold e Operação Marquês.
Passou a infância na sua terra, foi bombeiro e é sportinguista assumido. É católico devoto que gosta de regressar às origens, participando sempre nas comemorações do Terço da Farinheira, pelas ruas de Mação, na noite de Sexta-feira Santa, a localidade da Ribatejo (atualmente Médio Tejo), onde nasceu.
Carlos Alexandre é casado e tem dois filhos. Em 2015, segundo um estudo da TVI, foi considerado o 20.º homem com mais poder em Portugal.
Em 7 de julho de 2020, o Delegado de Saúde de Lisboa recomendou isolamento profilático ao magistrado depois de ter estado em contacto com várias pessoas que estiveram envolvidas numa busca a uma agência bancária em Leiria e que terão contraído a COVID-19.
Em fevereiro de 2022 Carlos Alexandre foi constituído arguido no âmbito da distribuição manual da Operação Marquês em 2014. O desembargador Jorge Antunes decidiu aceitar o requerimento de abertura de instrução apresentado por José Sócrates. Em “cima da mesa” estavam os crimes de abuso de poder, falsificação de funcionário e denegação de justiça. Em causa estava a alegada distribuição manual do inquérito da Operação Marquês ao juiz Carlos Alexandre pela escrivã que já tinha trabalhado com o magistrado judicial em outros tribunais. A 3 de janeiro, a defesa de José Sócrates criticou o Conselho Superior da Magistratura por considerar que a entrega do inquérito Operação Marquês ao juiz Carlos Alexandre foi apenas uma “irregularidade procedimental”, apesar de ter sido feita em “violação da lei”. Em Dezembro de 2022, o Supremo Tribunal de Justiça decidiu não levar Carlos Alexandre a julgamento pois os juízes conselheiros entendem que não existiu qualquer irregularidade, contrariando assim as pretensões da defesa de José Sócrates. Antes desta apreciação do Supremo, já o Tribunal da Relação de Lisboa tinha decidido pela não pronúncia do magistrado.

Em setembro de 2023, deixa o Tribunal de Instrução Criminal de Lisboa, onde assumiu durante cerca de 20 anos alguns dos casos nacionais mais complexos para assumir funções no Tribunal da Relação de Lisboa.